# Modern Sounds in Country and Western Music
Modern Sounds in Country and Western Music è un album in studio del cantante e musicista statunitense Ray Charles, pubblicato nel 1962.

## Tracce
Side 1
1. Bye Bye Love (Felice and Boudleaux Bryant) – 2:09
2. You Don't Know Me (Eddy Arnold, Cindy Walker) – 3:14
3. Half as Much (Curley Williams) – 3:24
4. I Love You So Much It Hurts (Floyd Tillman) – 3:33
5. Just a Little Lovin' (Will Go a Long Way) (Eddy Arnold, Zeke Clements) – 3:26
6. Born to Lose (Frankie Brown) – 3:15

Side 2
1. Worried Mind (Ted Daffan, Jimmie Davis) – 2:54
2. It Makes No Difference Now (Floyd Tillman, Jimmie Davis) – 3:30
3. You Win Again (Hank Williams) – 3:29
4. Careless Love (tradizionale, arr. Ray Charles) – 3:56
5. I Can't Stop Loving You (Don Gibson) – 4:13
6. Hey, Good Lookin' (Hank Williams) – 2:10